# 孙丽美
孙丽美（1977年5月—2021年8月6日），福建霞浦人，中华人民共和国政治人物。曾任古县村村支部委员和计生管理员、党支部书记。2021年8月，于防抗台风卢碧过程中因公殉职。

## 生平

### 工作经历
孙丽美出生于福建省霞浦县古县村，早年在外地工作。2004年，她回到古县村担任村支部委员和计生管理员，工作表现得到村民的认可。2010年7月，加入中国共产党。其在2017年被沙江镇党委授予“优秀共产党员”称号，次年被授予霞浦县“优秀计生管理员”称号。
2018年7月，孙丽美高票当选古县村党支部书记。任职期间，她将村里的旱厕改建为公共厕所，并争取资金提升村容村貌和人居环境。经济建设方面，她帮助村民向外地租用闲置农田，同时也对村里的农田进行水利修复和改造。2021年2月，孙丽美被中共霞浦县委、县政府评为“2020年度十佳村（社区）主干”。6月，被中共宁德市委授予“全市优秀党务工作者”称号。

### 逝世与纪念
2021年8月6日，霞浦县受台风卢碧影响出现内涝。孙丽美参与防汛工作，在清理淤积物时遭遇急流，被洪水和淤积物冲走，因公殉职。遗体告别仪式于8月11日举行。
孙丽美逝世后，中共福建省委、宣传部、福建省妇女联合会分别追授其“全省优秀共产党员”、“八闽楷模”、“福建省三八红旗手”称号。同月，中共中央宣传部、全国妇女联合会分别追授其“时代楷模”、“全国三八红旗手”称号。